# TC Seidenstadt Krefeld
Der Tanz-Club Seidenstadt Krefeld e.V. ist ein deutscher Tanzsportverein in Krefeld, Nordrhein-Westfalen.

## Ziele
Ziele des Vereins sind laut Satzung 
- ausschließlich und unmittelbar die Pflege und Förderung des Amateurtanzsportes als Leibesübung für alle Altersstufen, insbesondere der Jugend im Rahmen der Jugendförderung
- die sach- und fachgerechte Ausbildung von Tanzsportlern für den Wettbewerb
- ein breit gefächertes Angebot in den Bereichen Rollstuhl- und Behindertentanz im Tanzsport, Breitensport und ambulanten Behindertensport (Rehabilitationssport)."

Damit ist der TC Seidenstadt Krefeld einer der wenigen Vereine, die versuchen, den Inklusionsgedanken der UN-Konvention über die Rechte von Menschen mit Behinderungen umzusetzen. 

## Abteilungen
- Standard
- Latein
- Kinder- und Jugendtanz
- Hip-Hop
- Tanzkreise

Training und Tanztee
- Rollstuhl- und Behindertentanz

Rollstuhltanz
Behindertentanz
- Andere Tänze

Orientalischer Tanz

## Ausgerichtete Veranstaltungen (Auswahl)
- 1989 Europameisterschaft Junioren Standard
- 1991 Weltmeisterschaft Junioren Standard
- 2000 Deutsche Meisterschaft in den lateinamerikanischen Tänzen
- 2005 Weltmeisterschaft Standard
- 2011 Deutsche Meisterschaft in den lateinamerikanischen Tänzen[1]

## Erfolge 2011
- Ein Rollstuhltanzpaar des Vereins war im Oktober 2011 einziger deutscher Teilnehmer bei Venlo danst grenzenloos (Venlo tanzt grenzenlos) in Venlo (Niederlande) und wurde Sieger in seiner Klasse.[2]
- Ein Tanzpaar war Sieger beim Deutschlandcup 2011.
- Ein Tanzpaar ertanzte die Bronzemedaille bei der Deutschen Meisterschaft der Jugend Standard.
- Ein Tanzpaar hat in Mons (Belgien) das International Youth Open Turnier getanzt und ist in Jug A St. auf Platz 2 und in Jug A Latein auf Platz 4.